# Источник знания
Исто́чник зна́ния (греч. Πηγὴ γνώσεως) — трилогия Иоанна Дамаскина, наиболее известное и значительное из его сочинений.
По замыслу преподобного Иоанна, изложенном в предисловии-письме Косме Маиумскому, он предполагал написание трактата, содержащего: 1) изложение, «что есть самого лучшего у эллинских мудрецов»; 2) «вздорных учений»; 3) «раскрытие истины». Соответственно, трилогия включает в себя 3 трактата:
- «Философские главы» (греч. Φιλοσοφικά Κεφάλαια), также «Диалектика» (лат. Dialectica) — содержит изложение христианской гносеологии, определения основных философских и богословских понятий.
- «О ересях вкратце, откуда они взялись и от чего произошли» (греч. Περ αἱρέσεων ἐν συντομίᾳ κατόν, ὅθεν ἤρξαντο κα πόθεν γέγοναν, лат. De haeresibus), также «О ста ересях вкратце») — содержит описание истории и содержания 103 ересей, причём словом «ересь» обозначаются не только неправославные христианские течения, но и нехристианские вероисповедания.[1]
- «Точное изложение Православной веры» (греч. Ἔκδοσις ἀκριβὴς τῆς ὀρθοδόξου πίστεως, лат. Expositio accurata fidei orthodoxae, на Руси была известна под названием «Небеса») — систематическое изложение Православных догматов.[2][3]

## Время создания
Датировка основана на письме Косме Маюмскому, который на момент написания стал епископом. Считается, что это случилось после 743—744 годов, мученической кончины Петра Маюмского, однако нет достаточных оснований предполагать, что Пётр был епископом и что Косма был его преемником. В то же время вероятно, что «Источник знания» был задуман в конце жизни, и в таком случае первоначально (720—730-е гг.) существовали «150 глав» (краткая редакция «Диалектики» + «Точное изложение Православной веры»), но позже Иоанн решил переработать их по вышеописанному плану, но не успел закончить прежде смерти (около 750 года) — по этой причине трилогия не была опубликована им самим.

## «Диалектика»
Сам Иоанн относил название «Источник знания» именно к этому труду, и уже в XVII веке Алляций отнёс заглавие ко всему труду.
Существуют 2 редакции трактата: краткая (50 глав) и созданная на её основе пространная (67 или 68 глав), различающиеся между прочим порядком следования глав. Обе редакции принадлежат самому Иоанну.
«Диалектика» продолжает традицию христианских учебников логики и соответствует современной Иоанну практике предварения догматических трактатов философскими главами. Цель написания трактата, по словам Иоанна, «заключается в том, чтобы начать философией и вкратце предначертать в этой книге по возможности всякого рода знания.» (гл. 2). Философию Иоанн рассматривает как «служанку богословия».
Основу для «Диалектики» составляет аристотелевская логика. Источниками являются «Категории» Аристотеля и «Введение» Порфирия; впрочем, автор, следуя им, всё же вносит исправления в места, противоречащие Христианству. Он использует сочинения и других философов, а также обращается к богословским концепциям (например, при определении термина «ипостась»)
Структура трактата, по изложению священника Эндрю Лаута, такова:
- 1-я часть (главы 1-8) — введение. В нём Иоанн говорит о значении познания для человека, даёт определения философии, сущего (το ον), субстанции (ουσια), акциденции (συμβεβηκος), говорит о понятиях, общих и частных, принципах классификации, объясняет, что является определением[4]
- 2-я часть (главы 9-14, 18-28) — подробное обсуждение 5 терминов, выделенных Порфирием из аристотелевских категорий: «род» (γένος), «различие» (διαφορά), «вид» (εἶδος), «свойство» (ἴδιον) и «акциденция» (συμβεβηκός) — и отношений между ними[2]
- 3-я часть (главы 31-38 и 46-62) — обсуждение 10 категорий Аристотеля.
- Остальные главы (15-17, 29-30, 39-45) — решение различных вопросов, связанных с категориями и построением высказываний.

## «О ста ересях вкратце»
Трактат, посвящённый истории и содержанию разных еретических учений. Продолжает традицию таких писателей, как Ириней Лионский, Епифаний Кипрский и Феодорит Кирский. Материал в значительной степени заимствован из творений двух последних авторов, зачастую буквально, преимущественно использовались «Панарион» и его краткий конспект. Бронзов А. А. признает книгу самостоятельной только в последнем своём отделе (гл. 100—103).
Первоначально это сочинение было написано в жанре сотницы, то есть содержало 100 глав. Оно было написано до появления ереси иконоборчества, и эта ересь в списке отсутствовала, однако позже переписчики дополнили его этой и некоторыми другими ересями, так что число их возросло до 103.
Список ересей:
По "Панариону":

4 первоначальные ереси:
- 1. Варварство (допотопная ересь);
- 2. Скифство (послепотопная ересь);
- 3. Эллинство;
- 4. Иудаизм.

Ереси эллинов:
- 5. Пифагорейцы и перипатетики;
- 6. Платоники;
- 7. Стоики;
- 8. Эпикурейцы.
- 9. Самаритянство и его ответвления:
- 10. Горфины;
- 11. Севуеи;
- 12. Ессины;
- 13. Досифеи.

Ереси иудеев:
- 14. Книжники;
- 15. Фарисеи;
- 16. Саддукеи;
- 17. Имеробаптисты;
- 18. Оссины;
- 19. Нассареи;
- 20. Иродиане.

После пришествия Христа:
- 21. Симониане;
- 22. Менандриане;
- 23. Саторнилиане;
- 24. Василидиане;
- 25. Николаиты;
- 26. Гностики, или ворвориты;
- 27. Карпократиане;
- 28. Керинфиане;
- 29. Назореи;
- 30. Евионеи;
- 31. Валентиниане;
- 32. Секундиане;
- 33. Птолемеи;
- 34. Маркосеи;
- 35. Колорвасеи;
- 36. Ираклеониты;
- 37. Офиты;
- 38. Кайяне;
- 39. Сифиане;
- 40. Архонтики;
- 41. Кердониане;
- 42. Маркиониты;
- 43. Лукианисты;
- 44. Апеллиане;
- 45. Севириане;
- 46. Татиане;
- 47. Енкратиты;
- 48. Катафригасты, они же монтанисты, и аскодругиты;
- 49. Пепузиане, они же квинтиллиане, и артотириты;
- 50. Четыренадесятники;
- 51. Алоги;
- 52. Адамиане;
- 53. Сампсеи и елкесеи;
- 54. Феодотиане;
- 55. Мелхиседекиане;
- 56. Вардисианисты;
- 57. Ноитиане;
- 58. Валисии;
- 59. Кафары;
- 60. Ангелики;
- 61. Апостолики;
- 62. Савеллиане;
- 63. Оригенисты-бесстыдники;
- 64. Оригенисты другие;
- 65. Павлианисты;
- 66. Манихеи, они же акониты;
- 67. Иеракиты;
- 68. Мелетиане, или мелитиане;
- 69. Ариане, они же ариоманиты и диатомиты;
- 70. Авдиане (раскол);
- 71. Фотиниане;
- 72. Маркеллиане;
- 73. Полуариане;
- 74. Духоборцы;
- 75. Аэриане;
- 76. Аэтиане, они же аномеи и евномиане;
- 77. Димириты, они же аполлинаристы;
- 78. Антидикомарианиты;
- 79. Коллиридиане;
- 80. Массалиане, к которым примыкают евфимиты, мартириане и сатаниане.

Конец изложения "Панариона".

Еретические секты, расколы и странные духовные практики в период от Маркиана до Льва:
- 81. Несториане;
- 82. Евтихианисты;
- 83. Египтяне, они же схизматики и монофизиты;
- 84. Афтартодокеты;
- 85. Агноиты, они же фемистиане;
- 86. Варсануфиты, они же семидалиты;
- 87. Икеты;
- 88. Гносимахи;
- 89. Илиотропиты;
- 90. Фнитопсихиты;
- 91. Агониклиты;
- 92. Феокатогносты, они же богохульники;
- 93. Христолиты;
- 94. Эфнофроны;
- 95. Донатисты;
- 96. Ификопроскопты;
- 97. Парерминевты;
- 98. Лампетиане;
- 99. Монофелиты;
- (100) (вставка) Автопроскопты;
- 100 (101) Измаильтяне;
- (102) (вставка) Христианоклеветники, они же иконоборцы;
- (103) (вставка) Апосхисты, они же доксарии.

Из этих ересей Иоанн наиболее пространно описал мессалианство (№ 80), значительно дополнив «Панарион», и ислам (№ 100/101).

### Глава об исламе
Эта глава является оригинальным исследованием преподобного Иоанна. Сомнения в её подлинности возникли у А. Абеля, но были признаны несостоятельными такими учёными, как Дж. Сахас, А.-Т. Хури и Р. Ле Коз. В этой главе Иоанн излагает многие сведения об исламе, ранее неизвестные в Византии. В этой главе преподобный Иоанн описывает доисламскую религию арабов, возникновение ислама, его вероучение, ритуалы, нормы и запреты, аргументы против христианства и христианские контраргументы. Описание Корана в некоторых деталях отличается от принятого Корана, например, тем, что упоминается сура «Верблюд», которой нет в Коране. Существует мнение, что это связано с тем, что во время Иоанна Дамаскина окончательная редакция Корана ещё не установилась.

## «Точное изложение Православной веры»
Центральный трактат «Источника знаний». Признаётся наиболее совершенным святоотеческим трудом по систематическому богословию, не утратившим значения до сего дня. Использовался в качестве учебника догматического богословия в течение многих веков, как на Западе, так и (вплоть до Нового времени) на Востоке, так что «ТИПВ» «составляет эпоху в истории догматической науки». На его основе, по мнению А. А. Бронзова, составили догматические системы на Западе Петр Ломбард и Фома Аквинат, а на Востоке многие греки, Петр (Могила), Антоний (Амфитеатров), Филарет (Гумилевский), Макарий (Булгаков), Сильвестр (Малеванский) и другие.
Произведение написано в жанре сотницы (100 глав), разделено на 4 книги в латинском переводе Бургундио Пизанского (XII век). В VIII веке иногда объединялся с краткой редакцией «Диалектики» в сочинение «150 глав».
Последовательность изложения соответствует Никео-Константинопольскому Символу веры:
1. Главы 1-14 — учение о Боге Самом в Себе, непостижимости Его сущности, свойствах и Троичности в Лицах (триадология);
2. Главы 15-44 (2.1-30) — учение о творении: Векe (эонах), Ангелах (Дамаскин принимает ангелологию Псевдо-Дионисия Ареопагита о девяти ангельских чинах), демонах, рае, видимом мире, человеке (в частности, Адаме и Еве), свойствах его души, страстях, а также о Промысле Божием. Иоанн Дамаскин допускает, что небо может быть шарообразно, а также упоминает семь планет на нем: Солнце, Луна, Юпитер, Меркурий, Марс, Венера и Сатурн. Из народов, которые живут на окраинах ойкумены, он упоминает бактрийцев, индийцев, эфиопов, мавров, скифов, саков, сармат, гарамантов и кельтов. Здесь же Дамаскин разрабатывает учение об энергии как о "действии согласно с природой".
3. Главы 45-81 (3.1-29; 4.1-8) — православная христология и сотериология: учение о двух естествах, двух волях и единой Ипостаси во Христе, о Деве Марии как Богородице, о Страстях Христовых, сошествии во ад, Воскресении и последующих событиях. Христологические главы отличаются полемической направленностью.
4. Главы 82-99 (4.9-26) — различные вопросы веры и благочестия, в частности, сакраментология: о Крещении, о Евхаристии; об иконах, мощах, Кресте, поклонении на восток; о родословии Господа и Богородице; вопросы теодицеи; антииудейские главы об обрезании, девстве и субботе; а также об антихристе.
5. Глава 100 (4.27) — о воскресении мертвых.[3]

В главе 1.3. прп. Иоанн предлагает космологическое доказательство бытия Бога:

Поэтому то, что изменчиво, непременно и сотворенно. Будучи же сотворенным, оно обязательно создано кем-либо. Но Создатель должен быть несотворенным, ведь если и Он сотворен, то обязательно создан кем-либо, пока мы не придем к чему-либо несотворенному. Следовательно, будучи несотворенным, Творец, конечно, и неизменен. А чем иным могло бы быть это, как не Богом?
Оригинальный текст (др.-греч.)Τρεπτὰ τοίνυν ὄντα πάντως καὶ κτιστά. Κτιστὰ δὲ ὄντα πάντως ὑπό τινος ἐδημιουργήθησαν. Δεῖ δὲ τὸν δημιουργὸν ἄκτιστον εἶναι· εἰ γὰρ κἀκεῖνος ἐκτίσθη, πάντως ὑπό τινος ἐκτίσθη, ἕως ἂν ἔλθωμεν εἴς τι ἄκτιστον. Ἄκτιστος οὖν ὢν ὁ δημιουργὸς πάντως καὶ ἄτρεπτός ἐστι. Τοῦτο δὲ τί ἂν ἄλλο εἴη ἢ Θεός;

Источниками богословских знаний для Иоанна были Священное Писание, определения Соборов и творения Святых Отцов: главным образом цитировались: Григорий Богослов, Афанасий Великий, Василий Великий, Григорий Нисский, Ареопагитики. Также, немного менее, цитируются Иоанн Златоуст, Кирилл Александрийский, Максим Исповедник, Немезий, Феодорит Кирский, Ипполит Римский, Диодор Тарсийский, Косма Индикоплов и другие. Также автору известны Платон и Аристотель, но их влияние не затрагивало вероучительных положений.

### Русские переводы
1. Полное собрание творений Св. Иоанна Дамаскина. СПб., 1913. — С. 45-345. — 442 с.
2. Творения преподобного Иоанна Дамаскина Источник знания Пер. с греч. и коммент. Д. Е. Афиногенова, А. А. Бронзова, А. И. Сагарды, Н. И. Сагарды. — М.: Индрик, 2002. — 416 с. — (Святоотеческое наследие. Т. 5) ISBN 5-85759-186-4